# 프리미엄 드라마
프리미엄 드라마는 2012년 4월부터 NHK BS 프리미엄에서 매주 일요일 22시에 방송되는 드라마 시리즈 프레임이다. 매주 화요일 23시에 방송되는 프리미엄 밤 드라마에 대해서도 본 항목에서 다룬다.

## 방송 작품
- 제작회사에 대해 기술하지 않은 것은 NHK 방송 센터 자체 제작 드라마다.
- 방송 횟수 대해 기술하지 않은 것은 단발 작품이다.

### 프리미엄 드라마
방송일: 일요일 22시 -23시 (재방송: 2012년도에만 차주 일요일 12시 - 13시. 2015년 4월부터 차주 토요일 23시 45분부터 일요일 0시 45분)
2012년
| 제목                                                  | 방송일                | 화수 | 주요 출연자                                   | 비고                                                  | 출처 |
| ----------------------------------------------------- | --------------------- | ---- | --------------------------------------------- | ----------------------------------------------------- | ---- |
| 이것으로 좋은 것이다! 아카츠 카후지오와 두 아내       | 4월 8일               | 1화  | 이케다 테츠히로・코쿠쇼 사유리・구로타니 유카 |                                                       |      |
| 평생 라이벌 나가토 히로유키×츠가와 마사히코           | 4월 15일              | 1화  | 고바야시 유우키치・사토 히사노리              |                                                       |      |
| 어머니 강상중과 어머니의 전후                         | 4월 22일              | 1화  | 네기시 토시에・하세가와 토모하루              |                                                       |      |
| 연애검정                                              | 6월 3일 - 6월 24일    | 4화  | 다나카 레나, 마이코, 다케다 신지              | 원작: 카츠라 노조미, 옴니버스                         | [1]  |
| 다카하시 루미코 극장                                  | 7월 8일 - 7월 15일    | 2화  | 코히나타 후미요, 무라카미 쥰                  | NHK 오사카 방송국 제작 원작:타카하시 루미코, 옴니버스 | [2]  |
| 킨짱의 첫사랑                                         | 8월 19일              | 1화  | 카나이 유타                                   |                                                       |      |
| 노래의 집 ~ 시인 카와노 유코와 그 가족                | 8월 26일              | 1화  | 카자마 모리오                                 |                                                       |      |
| 눈 깜박임에서 "사랑합니다"~마키코의 언령~             | 9월 2일               | 1화  | 나츠야기 이사오                               |                                                       |      |
| 도로쿠타~어느 날, 저는 마을에서 단 한 명의 의사가 된~ | 9월 16일 - 9월 23일   | 2화  | 코이케 텟페이                                 | 원작:나카무라 신이치                                  |      |
| 야아이되는 날 ~토바 토시 섬 파라다이스~               | 9월 30일              | 1화  | 쿠라시나 카나                                 | NHK 쓰 방송국 제작                                    | [3]  |
| 돈 팔                                                 | 10월 7일              | 1화  | 조 타미야스                                   |                                                       |      |
| 마지막 클래퍼보드 ~신도 가네토・오토와 노부코~        | 10월 14일             | 1화  | 카토 타케시・오오타니 나오코                  |                                                       |      |
| 어떻게 좀 안될까요                                    | 10월 21일 - 12월 16일 | 9화  | 모토카리야 유이카                             | NHK 엔터프라이즈제작 원작:아소 미코토                 | [4]  |
| 신의 아기                                             | 12월 23일             | 1화  | 요시다 에이사쿠                               | NHK 삿포로 방송국제작                                 | [5]  |
2013년
| 제목                                                       | 방송일               | 화수 | 주요 출연자                        | 비고                                       | 출처 |
| ---------------------------------------------------------- | -------------------- | ---- | ---------------------------------- | ------------------------------------------ | ---- |
| 오늘도 지옥에서 기다리고 있습니다                          | 1월 13일             | 1화  | 토쿠나가 에리                      | NHK 오이타 방송국제작                      | [6]  |
| 걷고, 걷고, 걷다~시코쿠 순례길~                            | 1월 20일             | 1화  | 다나카 레나                        | NHK 마쓰야마 방송국제작                    | [7]  |
| 미야자키 생명의 발자취                                     | 1월 27일             | 1화  | 진나이 타카노리                    | NHK 미야자키 방송국제작                    | [8]  |
| 인생은 "최악의 아저씨"에게 배웠다 ~만화가 니시하라 리에코~ | 2월 10일             | 1화  | 마츠오카 마유                      |                                            |      |
| 페코로스 어머니를 만나러 가다                              | 2월 17일             | 1화  | 잇세 오가타                        |                                            |      |
| 다녀 왔습니다 엄마                                         | 2월 4일              | 1화  | 미나미 카호                        | NHK 오사카 방송국제작                      | [9]  |
| 닥터 개복치의 유머 투병기 ~작가 키타 모리오와 그 가족~     | 3월 3일              | 1화  | 사노 시로                          |                                            |      |
| 신의 보트                                                  | 3월 10일 - 3월 24일  | 3화  | 미야자와 리에                      | 원작:에쿠니 가오리                         | [10] |
| 코구레 사진관                                              | 3월 31일 - 4월 21일  | 4화  | 카미키 류노스케                    | 원작:미야베 미유키                         | [11] |
| 한밤 중의 빵집                                             | 4월 28일 - 6월 16일  | 8화  | 타키자와 히데아키                  | NHK 엔터프라이즈 제작 원작:오오누마 노리코 | [12] |
| 카스텔라                                                   | 7월 7일 - 8월 4일    | 5화  | 엔도 켄이치                        | 원작:사다 마사시                           | [13] |
| 인생 귀추 천재 만담가 다치카와 단시 여기에 있고            | 8월 11일 - 8월 18일  | 2화  | 코이데 케이스케・나카야마 히데유키 |                                            |      |
| 딜론~운명의 강아지                                         | 8월 25일 - 9월 22일  | 5화  | 히구치 카나코                      | 원작:이노우에 코미치                       |      |
| 오시마 나기사 돌아가는 집 ~아내 코야마 아키코과의 53년~    | 10월 6일             | 1화  | 토요하라 코스케・오쿠누키 카오루   |                                            |      |
| 하드 너트! ~숫자 girl의 연애 사건부~                       | 10월 20일 - 12월 8일 | 8화  | 하시모토 아이・코라 켄고           | NHK 엔터프라이즈, 도호 제작                | [14] |
| 극작가 이노우에 히사시 탄생의 이야기                       | 12월 15일            | 1화  | 기타무라 유키야・우치야마 리나     |                                            |      |
| 가요곡의 왕 전설 아쿠 유우를 죽이다                        | 12월 22일            | 1화  | 후키코시 미츠루                    |                                            |      |
2014년
| 제목                                                          | 방송일                | 화수 | 주요 출연자                  | 비고                                   | 출처 |
| ------------------------------------------------------------- | --------------------- | ---- | ---------------------------- | -------------------------------------- | ---- |
| 꽃 피는 내일                                                  | 1월 5일 - 2월 23일    | 8화  | 코이케 에이코・나츠키 마리   | 테레팟쿠 제작                          | [15] |
| 이로카와 선생님께                                             | 3월 2일               | 1화  | 무라카미 쥰・쿠니무라 쥰     |                                        |      |
| 아빠는 고교생                                                 | 3월 16일              | 1화  | 히라타 무츠루                | 원작: 스기노 요시오                    |      |
| 그날 전에                                                     | 3월 23일 - 3월 30일   | 2화  | 사사키 쿠라노스케・단 레이   | 원작: 시게마츠 키요시 케이 팩토리 제작 | [16] |
| 커피 가게의 사람들                                            | 4월 6일 - 5월 4일     | 5화  | 다카하시 카츠노리            | 원작: 이케나가 요 AX-ON 제작           | [17] |
| 남편은 FBI~사랑의 미션~                                       | 5월 11일              | 1화  | 다나카 레나                  | 원작: 다나카 미애                      |      |
| 플라토닉                                                      | 5월 25일 - 7월 13일   | 8화  | 나카야마 미호・도모토 츠요시 | AX-ON 제작                             | [18] |
| 종의 서가                                                     | 7월 20일 - 7월 27일   | 2화  | 키리타니 미레이              | 원작: 센가와 타마키                    | [19] |
| 어떻게 좀 안될까요2                                           | 8월 3일 - 9월 21일    | 8화  | 모토카리야 유이카            | 원작: 아소 미코토                      | [20] |
| 어젯밤 카레, 내일의 빵                                        | 10월 5일 - 11월 16일  | 7화  | 나카 리이사                  | 원작: 기자라 이즈미                    | [21] |
| 샛별의 사랑 ~천재 만담가 요코야마 야스시와 아내~              | 11월 23일 - 11월 30일 | 2화  | 다키토 켄이치・키무라 타에   |                                        |      |
| 얀바루쿠이나는 언젠가 난다                                    | 12월 7일              | 1화  | 나가시마 토시유키            |                                        |      |
| 낸시 세키가 있던 17년                                         | 12월 14일             | 1화  | 니이야마 치하루・안도 나츠   |                                        |      |
| 어머니, 행복하세요? ~서예가 카나자와 쇼코 엄마와 딸의 이야기~ | 12월 21일             | 1화  | 오츠카 네네                  |                                        |      |
2015년
| 제목                                                     | 방송일              | 화수 | 주요 출연자                                   | 비고                                                                                 | 출처 |
| -------------------------------------------------------- | ------------------- | ---- | --------------------------------------------- | ------------------------------------------------------------------------------------ | ---- |
| 그래서 광야                                              | 1월 11일 - 3월 1일  | 8화  | 스즈키 쿄카                                   | 원작: 기리노 나쓰오 테레팟쿠 제작 2015년 10월 4일부터 11월 22일까지 동 틀에서 재방송 | [22] |
| 여기에 있는 행복                                         | 3월 8일             | 1화  | 마츠다 쇼타・미야모토 노부코                  | NHK 후쿠오카 방송국제작 (지역 발행 드라마)                                           |      |
| 461개의 고마움 ~사랑의 도시락이 키운 아버지와 아들의 정~ | 3월 15일            | 1화  | 벳쇼 테츠야                                   | 원작: 와타나베 토시미                                                                |      |
| 나는 아버지가 싫어요                                     | 3월 29일            | 1화  | 에이타・오쿠다 에이지                         | 원작: 오카 야스미치 NHK 후쿠오카 방송국 제작                                         |      |
| 리퀴드 ~귀신의 술 기적의 장~                             | 4월 12일 - 4월 26일 | 3화  | 이토 히데아키                                 |                                                                                      | [23] |
| 이마와노 키요시 트랜지스터 라디오                        | 5월 3일             | 1화  | 릴리 프랭키・와타나베 다이치・타나베 세이이치 | 이마와노 키요시 프리미엄 나이트 두번째 밤                                            |      |
| 나의 아내와 결혼 해주세요.                               | 5월 10일 - 6월 14일 | 6화  | 우치무라 테루요시                             | 원작: 히구치 타쿠지 테레팟쿠 제작                                                    | [24] |
| 어느 날 오리 버스                                        | 7월 5일 - 8월 23일  | 8화  | 후지와라 노리카                               | 원작: 야마모토 유키히사 The icon 제작                                                | [25] |
| 라깃!(완전판)                                            | 9월 6일 - 9월 27일  | 4화  | 아시다 마나                                   | 닛 TV 악스 온<AX-ON> 제작 [26]                                                       |      |
| 나비 산맥 ~아즈미노를 사랑한 남자~                       | 11월 29일           | 1화  | 히라 타케히로                                 |                                                                                      |      |
| 고양이 죽었어! ~펫 로스에서 탈출~                        | 12월 6일            | 1화  | 이부 마사토                                   |                                                                                      |      |
| 도라에몽 어머니가 될 ~오야마 노부요 이야기~              | 12월 13일           | 1화  | 스즈키 사와                                   |                                                                                      |      |
| 44세 치어리더!!                                          | 12월 20일           | 1화  | 호리우치 케이코                               |                                                                                      |      |
2016년
| 제목                                 | 방송일               | 화수 | 주요 출연자                      | 비고                      | 출처 |
| ------------------------------------ | -------------------- | ---- | -------------------------------- | ------------------------- | ---- |
| 가모가와 식당                        | 1월 10일 -           | 8화  | 쿠츠나 시오리                    | 원작:가시와이 히사시      | [27] |
| 싫은 여자                            | 3월 6일 -            | 6화  | 쿠로키 히토미                    | 원작:가쓰라 노조미        | [28] |
| 기적의 사람                          | 4월 24일 - 6월 12일  | 8화  | 미네타 카츠노부                  | 닛 TV 악스 온<AX-ON> 제작 |      |
| 수험의 신데렐라                      | 7월 10일 - 8월 28일  | 8화  | 고이즈미 코타로・카와구치 하루나 | 원작: 와다 히데키         |      |
| 숨은 국화                            | 9월 4일 - 10월 23일  | 8화  | 미즈키 아리사                    | 원작: 렌조 미키히코       |      |
| 야마메 일기 ~여자들은 정상을 목표로~ | 11월 6일 - 12월 18일 | 7화  | 쿠도 유키                        | 원작: 미나토 카나에       |      |
2017년
| 제목                                            | 방송일                | 화수 | 주요 출연자              | 비고                             | 출처 |
| ----------------------------------------------- | --------------------- | ---- | ------------------------ | -------------------------------- | ---- |
| 여자 안에 있는 다른 사람                        | 1월 8일 - 2월 19일    | 7화  | 세토 아사카              | 원작: 에드워드 아타이야          |      |
| 스릴! 검정의 장~변호사 시라이 신노스케의 대재앙 | 2월 26일 - 3월 19일   | 4화  | 야마모토 코지            | NHK 종합·BS 프리미엄 연동 드라마 |      |
| PTA 크랜드파!                                   | 4월 2일 - 5월 21일    | 8화  | 마츠다이라 켄            | 원작: 나카자와 히나코            |      |
| 크로스로드~소리없는 잘 듣고 형태 없는것 보라~   | 5월 28일 - 7월 2일    | 6화  | 타치 히로시・칸다 마사키 | 특집 드라마                      |      |
| 정년 여자                                       | 7월 9일 - 8월 27일    | 8화  | 미나미 카호              | 원안: 키시모토 유키코            |      |
| 전력 실종                                       | 9월 3일 - 10월 22일   | 8화  | 하라다 다이조            | 원안: 하라다 타이조              |      |
| 산녀 일기~산 페스티벌에 가요/알프스의 여왕~     | 10월 29일 - 11월 5일  | 2화  | 쿠도 유키                | 원작: 미나토 카나에              |      |
| 남자 미사오                                     | 11월 12일 - 12월 24일 | 7화  | 하마노 켄타              | 원작: 코다 요시이에              |      |
2018년
| 제목                     | 방송일               | 화수 | 주요 출연자                   | 비고                    | 출처 |
| ------------------------ | -------------------- | ---- | ----------------------------- | ----------------------- | ---- |
| 헤이세이 세설            | 1월 7일 - 1월 28일   | 4화  | 나카야마 미호                 | 원작: 다니자키 준이치로 |      |
| 우리집의 문제            | 2월 4일 - 2월 25일   | 4화  | 미즈카와 아사미               | 원작: 오쿠다 히데오     |      |
| 아우의 남편              | 3월 4일 - 3월 18일   | 3화  | 사토 류타·바루토              | 원작: 타가메 겐고로     |      |
| PTA 그랜파 2!            | 4월 8일 - 5월 27일   | 8화  | 미즈카와 아사미               | 원작: 나카자와 히나코   |      |
| 아이언 그란마 2          | 6월 3일 - 7월 8일    | 6화  | 오타케 시노부·무로이 시게루   |                         |      |
| 수사 회의는 거실에서!    | 7월 15일 - 9월 2일   | 8화  | 미츠키 아리사·타나베 세이이치 |                         |      |
| 다이어리                 | 9월 9일 - 9월 30일   | 4화  | 렌부츠 미사코                 |                         |      |
| 주부 카츠!               | 10월 7일 - 11월 25일 | 8화  | 스즈키 호나미                 | 원안 : 우스이 신시아    |      |
| 크로스로드 3 군중의 정의 | 12월 2일 - 12월 23일 | 4화  | 타치 히로시·칸다 마사키       | 원안 : 카네코 나리토    |      |
2019년
| 제목                       | 방송일               | 화수 | 주요 출연자                   | 비고                   | 출처 |
| -------------------------- | -------------------- | ---- | ----------------------------- | ---------------------- | ---- |
| 먼로가 죽은 날             | 1월 6일 - 1월 27일   | 4화  | 스즈키 쿄카·쿠사카리 마사오   | 원작 : 코이케 마리코   |      |
| 반상의 알파~약속의 장기~   | 2월 3일 - 2월 24일   | 4화  | 타마키 히로시                 | 원작 : 시오타 타케시   |      |
| 우리집의 비밀              | 3월 3일 - 3월 31일   | 5화  | 사토 히토미                   | 원작 : 오쿠다 히데오   |      |
| 대전력실종                 | 4월 7일 - 4월 28일   | 4화  | 하라다 다이조                 |                        |      |
| 아까운 형사                | 5월 5일 - 5월 26일   | 4화  | 카자마 슌스케                 | 원작 : 후지사키 쇼     |      |
| 화창한 정원                | 6월 2일 - 6월 23일   | 4화  | 하시모토 아이                 | 원작 : 아키야마 카오리 |      |
| 베이비시터·긴!             | 6월 30일 - 9월 1일   | 10화 | 오오노 타쿠로                 | 원작 : 야마토 와키     | [29] |
| 반상의 해바라기            | 9월 8일 - 9월 29일   | 4화  | 치바 유다이                   | 원작 : 유즈키 유코     |      |
| 레이와 원년반 괴담모란등롱 | 10월 6일 - 10월 27일 | 4화  | 오노 마치코                   | 원작 : 산유테이 엔 초  |      |
| 왜곡 파문                  | 11월 3일 - 12월 22일 | 8화  | 마츠다 류헤이·마츠야마 켄이치 | 원작 : 시오타 타케시   |      |
2020년
| 제목                                        | 방송일                | 화수 | 주요 출연자                     | 비고                         | 출처 |
| ------------------------------------------- | --------------------- | ---- | ------------------------------- | ---------------------------- | ---- |
| 위작 남자는 괴로워                          | 1월 5일 - 1월 26일    | 4화  | 카츠라 자쿠자쿠·토키와 타카코   | 원작 : 야마다 요지           |      |
| 수사회의는 거실에서 그릇!                   | 2월 2일 - 3월 22일    | 8화  | 미츠키 아리사·타나베 세이이치   |                              |      |
| 70살, 처음 낳는다 세븐티 초산.              | 4월 4일 - 5월 24일    | 8화  | 코히나타 후미요·타케시타 케이코 | 원작 : 타임 료스케           |      |
| 커피 가게의 사람들 (재방)                   | 5월 31일 - 6월 28일   | 5화  | 다카하시 카츠노리               | 원작: 이케나가 요 AX-ON 제작 |      |
| 야마메 일기 ~여자들은 정상을 목표로~ (재방) | 7월 5일 - 8월 16일    | 7화  | 쿠도 유키                       | 원작: 미나토 카나에          |      |
| すぐ死ぬんだから                            | 8월 23일 - 9월 20일   | 5화  | 미조바타 준페이·타나카 테츠시   | 원작:우치다테 마키코         |      |
| 1억 엔의 사요나라                           | 9월 27일 - 11월 15일  | 8화  | 카미카와 타카야                 | 원작: 시라이시 카즈후미      |      |
| 반상의 해바라기 (재방)                      | 11월 22일 - 12월 23일 | 4화  | 치바 유다이                     | 원작 : 유즈키 유코           |      |
2021년
| 제목                   | 방송일              | 화수 | 주요 출연자       | 비고             | 출처 |
| ---------------------- | ------------------- | ---- | ----------------- | ---------------- | ---- |
| 컴퍼니 ~ 역전의 스완 ~ | 1월 10일 - 2월 28일 | 8화  | 이노하라 요시히코 | 원작:이부키 유키 |      |

### 프리미엄 밤 드라마
기준 방송일: 토요일 23시 15분 -23시 45분 → 2013년 10월 이후 화요일 같은 시간 (재방송: 2015년 4월 이후 방송 된 다음주 월(月) 23시 45분 - 화(火) 0시 15분)
| 제목                               | 방송일                       | 화수 | 주요 출연자                        | 비고                                                                           | 출처 |
| ---------------------------------- | ---------------------------- | ---- | ---------------------------------- | ------------------------------------------------------------------------------ | ---- |
| 테후테후 장에 오신 것을 환영합니다 | 2012년 10월 27일 - 12월 15일 | 8화  | 나카무라 슌스케                    | 원작:이누이 루카 케이팩토리 제작                                               | [31] |
| 한탄의 미녀                        | 2013년 1월 12일 - 3월 2일    | 8화  | 쿠로사와 카즈코                    | 원작:유즈키 아사코 AOI Pro. 제작                                               | [32] |
| 라스트 디너                        | 3월 9일 - 4월 27일           | 8화  | 옴니버스                           |                                                                                | [33] |
| 천사는 걸레를 가지고               | 5월 4일 - 5월 25일           | 4화  | 키타노 키이                        | 원작:곤도 후미에 도한 기획 제작                                                |      |
| 아버지는 두번 죽는다               | 6월 1일 - 6월 22일           | 4화  | 미나미사와 나오                    | 닛 TV 악스 온<AX-ON> 제작                                                      |      |
| 더블 톤 ~2명의 유미~               | 6월 29일 - 8월 3일           | 6화  | 나카 노리코・구로타니 유카         | 원작:카지오 신지 사세보 영상사 제작                                            | [34] |
| POWER GAME~파워 게임~              | 8월 10일 - 9월 28일          | 8화  | 오자와 세이에츠・하카마다 요시히코 | 산방 제작                                                                      | [35] |
| 검은 고양이, 때때로 꽃집           | 10월 1일 - 11월 19일         | 8화  | 타이라 아이리                      | 닛 TV 악스 온<AX-ON> 제작                                                      | [36] |
| 오후코 씨                          | 2014년 1월 7일 - 2월 25일    | 8화  | 칸지야 시호리                      | 드림맥스 제작                                                                  | [37] |
| 오늘밤은 마음만 안고               | 3월 4일 - 4월 22일           | 8화  | 다나카 미사코・츠치야 타오         | 원작:유이카와 케이 드림맥스 제작                                               | [38] |
| 쿠우 잘 둘이 사는 두 사람          | 5월 6일 - 6월 24일           | 8화  | 코니시 마나미・카네코 노부아키     | 원작:히구라시 키노코 에이코 제작                                               | [39] |
| 오와콘 TV                          | 7월 1일 - 8월 19일           | 8화  | 지바 신이치                        | 원작:미즈노 무네노리 교도 TV 제작 제1·2회 NHK 종합에서 다시 방송 (2014년 10월) | [40] |
| 타임 스파이럴                      | 9월 2일 - 10월 21일          | 8화  | 쿠로키 메이사・GACKT               | 원작:미즈모리 에렌 닛 TV 악스 온<AX-ON> 제작                                   | [41] |
| 캐로링 ~크리스마스 기적~           | 11월 4일 - 12월 23일         | 8화  | 미우라 타카히로・유카              | 원작:아리카와 히로 제1회 NHK 종합에서 다시 방송 (2014년 11월) 호리프로 제작    | [42] |
| 도보 7분                           | 2015년 1월 6일 - 2월 24일    | 8화  | 다나카 레나                        |                                                                                | [43] |
| 그 남자, 의식 높은 계.             | 3월 3일 - 4월 21일           | 8화  | 이토 아유미・하야시 켄토           | 테레팟쿠 제작                                                                  | [44] |
| 점심 아코짱                        | 5월 12일 - 6월 30일          | 8화  | 렌부츠 미사코・토다 나호           | 원작:유즈키 아사코 토후쿠 신사 제작                                            | [45] |
| 온나미치                           | 8월 4일 - 9월 22일           | 8화  | 카타세 나나・와타나베 에리         | 원작:키타자와 밤비                                                             | [46] |
| 가짜 남친                          | 11월 3일 - 12월 22일         | 8화  | 아이부 사키・나카고시 노리코       | 드림맥스 제작                                                                  |      |
| 칫솔/여자친구들                    | 2016년 1월 5일 - 2월 23일    | 8화  | 우치다 유키・이케와키 치즈루       | 원작:곤도 후미에                                                               |      |
| 첫사랑 연예인                      | 3월 1일 - 4월 19일           | 8화  | 에모토 토키오                      | 원작:나카자와 타케시                                                           | [47] |
| 마지막 레스토랑                    | 4월 26일 - 6월 14일          | 8화  | 타나베 세이이치                    | 원작:토에이 미치히코                                                           |      |
| 손대면 넘어온다                    | 6월 28일 - 8월 16일          | 8화  | 하세가와 쿄코                      | 원작:오다 유우아                                                               |      |
| 소꿉 놀이                          | 8월 30일 - 10월 18일         | 8화  | 안도 사쿠라                        | 원작:마츠다 요코                                                               |      |
| 프린세스 메이슨                    | 10월 25일 - 12월 13일        | 8화  | 모리카와 아오이                    | 원작:이케베 아오이                                                             |      |
| 막말 미식가 무사 밥!               | 2017년 1월 10일 - 2월 28일   | 8화  | 세토 코지                          | 원작:츠치야마 시게루                                                           | [48] |
| 거짓말 따위 하나도 없는 걸         | 3월 7일 - 3월 28일           | 4화  | 스가 켄타・이시이 안나             | 원안:시노하라 마코토                                                           |      |

### 29분 드라마
기준 방송일: 목요일 23시 0분 -23시 29분
2017년
| 제목                  | 방송일             | 화수 | 주요 출연자                   | 비고               | 출처 |
| --------------------- | ------------------ | ---- | ----------------------------- | ------------------ | ---- |
| 세상에 쉬운 일은 없다 | 4월 6일 - 5월 25일 | 8화  | 마노 에리나 / 츠카모토 타카시 | 원작:츠무라 기쿠코 |      |
| 소스 씨의 사랑        | 6월 1일 - 7월 20일 | 8화  | 미무라 / 치바 유다이 외 다수  | 원작:마히루        |      |